# 松ヶ崎村 (京都府)
松ヶ崎村（まつがさきむら）は、かつて京都府愛宕郡に存在した村である。1889年（明治22年）の町村制発足により設置され、1931年（昭和6年）4月1日、京都市左京区に編入合併して消滅した。

## 概要
高野川以西、深泥池の東南に位置し、宝ヶ池をとりまく松ヶ崎丘陵およびその麓の低地を中心とする。
北は愛宕郡岩倉村（現：左京区岩倉）、東は高野川を挟んで愛宕郡修学院村（現：左京区上高野・修学院・山端）・愛宕郡田中村（現：左京区高野）、南は愛宕郡下鴨村（現：左京区下鴨）、西は愛宕郡上賀茂村（現：北区上賀茂）に囲まれており（発足当時。なおこのうち田中村・下鴨村は1918年京都市上京区に編入され、その後左京区新設にともないこれに編入された）、村の境域は現在の左京区松ヶ崎（松ヶ崎を町名に冠する地域）にほぼ相当するごく狭い区域であった。
松ヶ崎では平安京遷都直後から米作りが行われた記録があるほか、源氏物語の夕霧の帖にも「松が崎」の名が現れている。
稲作を中心とし、麦や菜種を裏作で作る豊かな土地だったが、「松ヶ崎定法」と呼ばれる地域の定めに従い、豊かさを維持するために分家が厳しく禁じられ、江戸時代を通じてほとんど人口が変動しなかった。松ヶ崎村の京都市への編入により「定法」による縛りが緩まったことなどから、1931年以降は急速に人口が増加しているが、松ヶ崎村であった時代には「定法」の影響が残り、1873年の人口544人が1931年では1,025人に増加した程度にとどまっていた。

## 沿革
- 1868年（明治元年）：山城国愛宕郡下の松ヶ崎村が（旧）京都府に編入。
- 1878年：郡区町村編制法により愛宕郡松ヶ崎村が発足。
- 1889年：町村制施行による松ヶ崎村の発足。
- 1931年（昭和6年）4月1日：京都市左京区に編入。

## 大字・字
近世以来の山城国愛宕郡松ヶ崎村がそのまま町村制施行による松ヶ崎村に移行したため大字は編制されなかった。

## 主要産業
稲作を主産業とし、裏作で麦や菜種が栽培されていた。

## 各種施設・企業（1931年4月時点）
公共機関
- 松ヶ崎村役場（現：松ヶ崎堀町） - 1870年設立。跡地は現・松ヶ崎小学校の校地の一部となっている。

教育機関
- 松ヶ崎小学校（現：松ヶ崎堀町）

1873年（明治6年）4月18日創立
1908年（明治41年）3月31日廃校
1908年（明治41年）4月1日、修学院村と共同組合立の「格知校」に改称、移転。
1916年（大正5年）3月31日、格知校廃校。
1916年（大正5年）4月1日、松ヶ崎尋常小学校と改称し、1908年以前の位置に復帰。
1917年（大正6年）4月1日、高等科を設置、松ヶ崎尋常高等小学校となる。
1931年（昭和6年）4月1日、松ヶ崎村が京都市に編入されたことにより、京都市立松ヶ崎尋常高等小学校と改称される。
- 京都高等工芸学校（現：松ヶ崎橋上町）

工芸を主とする高等教育機関（旧制専門学校）で1902年に京都市上京区（現在の左京区吉田・京都大学吉田キャンパス西部構内）に設立され、1930年に村内に移転。現在の京都工芸繊維大学の前身校。
寺社
- 妙円寺（松ヶ崎大黒天、現：松ヶ崎東町）[8]
- 涌泉寺（現：松ヶ崎堀町）[9]
- 新宮神社（現：松ヶ崎林山）[10]

その他
- 琵琶湖疏水分線 - 1890年開通。村の南端を通る[11]。
- 松ヶ崎浄水場（現：松ヶ崎中海道町など）

京都市第1期水道拡張事業としての一環として1927年竣工。京都5大浄水場の一つ。

## 交通（1931年4月時点）
- 1884年の地図には南北に岩倉通と大黒通が通り、東西を横断する細道があった[13][14]。1905年に高野川をわたる松ヶ崎橋[注釈 2]が完成し、1908年には東西横断道路[注釈 3]が開通した[14]。1925年9月27日には京都電燈が経営する叡山電鉄平坦線の修学院駅が松ヶ崎橋を渡った先の修学院村に開業した。江戸・明治期の道路・橋梁が拡張・改良されながら、1931年の京都市編入を迎えた[14]。

- 松ヶ崎の域内には高野川、宝ヶ池を水源とする用水路が張り巡らされており、稲作や生活用水として利用されていた[15][16][17]。